# ماكي (أسطورة)
ماکي (بالإنجليزية: Make)‏ إله البحر في أساطير بولينيزيا، وهو الذي يقوم بحماية الجزر الشرقية وهو الذي خلق الناس والحيوانات وطائره المقدس هو سنونو البحر.